# Closterium tumidulum
Closterium tumidulum  là một loài Song tinh tảo trong họ Desmidiaceae, thuộc chi Closterium.